# Киевская улица (Прилуки)
Ки́евская у́лица (укр. Ки́ївська ву́лиця) — центральная улица города Прилуки, протяжённость 8,3 км, идёт через весь город. Проходит через три микрорайона — микрорайон Опытной станции, Центральный и Плыскуновский. Является главной транспортной магистралью. Также носила названия Александровская улица, а после становления Советской власти была переименована в улицу Ленина.

## Этимология годонима
Улица названа в честь города Киев, столицы Украины.

## Трассировка
Киевская улица проходит через весь город. Начинается с улицы Вавилова в микрорайоне Опытной станции. Заканчивается в селе Егоровка.

На своем протяжении пересекается со следующими улицами (с запада на восток):
- улица Чкалова
- Низовая улица
- улица Ждановича
- Партизанская улица
- Партизанский переулок
- Больничный переулок
- Квашинская улица
- улица Алгазина
- Козачья улица
- Прорезной переулок
- Андреевская улица
- Ветеранская улица
- Ивановская улица
- Земская улица
- Переяславская улица
- Вокзальная улица
- Садовая улица
- Гимназическая улица
- улица Котляревского
- улица Александра Пушкина
- Ярмарочная улица
- Михайловская улица
- Петропавловская улица
- Ржаная улица
- улица Победы
- 2-й Удайский переулок
- Полевая улица
- Дачная улица
- Аэрофлотская улица
- улица Николая Костомарова
- Плыскуновская улица
- Петропавловский переулок
- улица Юрия Гагарина

## Здания, сооружения, места
На улице располагается множество исторических зданий. На пересечении с улицей Ивановской расположена церковь Рождества Иоанна Предтечи. Так же располагаются магазины, учебные заведения, развлекательный заведения, рынки.
- 56 — Центральная городская больница
- 98 — Центральная районная больница
- 140 — Прилукская чулочная фабрика им. 8 марта
- 162 — Стоматологическая поликлиника
- 176 — Школа искусств
- 178 — Агротехнический техникум
- 190 — Гимназия № 1
- 224 — Детский сад № 9
- 243 — Медицинское училище
- 273 — ЖЭК № 1
- 277 — ТРК «Прилуки»
- 279 — Аптека № 65
- 289 —
- 299 — Прилукская швейная фабрика
- 337 — СПТУ-34
- 332 — Школа № 6
- 339 — Аптека № 67
- 375 — Школа № 10
- 369 — Прилукский городской военкомат

## Транспорт
Автобусы: 1, 3, 4, 5, 6, 7, 8, 8а, 9, 13, 15, 16, 30

Маршрутное такси: 2, 2а, 4а, 5а, 14, 17, 19, 21, 22, 23, 25, 28, 35